# Pseudoxyrhopus analabe
Pseudoxyrhopus analabe är en ormart som beskrevs av Nussbaum, Andreone och Raxworthy 1998. Pseudoxyrhopus analabe ingår i släktet Pseudoxyrhopus och familjen snokar. Inga underarter finns listade i Catalogue of Life.
Denna orm förekommer på nordöstra Madagaskar. Arten lever i bergstrakter vid cirka 1000 meter över havet. Individerna vistas i fuktiga bergsskogar. Honor lägger ägg.
Fram till 2011 var endast två exemplar kända. De hittades i naturskyddsområden. IUCN kategoriserar arten globalt som nära hotad.